# Aoba-dōri Ichibanchō (metropolitana di Sendai)
Aoba-dōri Ichibanchō (青葉通一番町駅?, Aoba-dōri Ichibanchō-eki) è una stazione della linea Tōzai della metropolitana di Sendai situata nel quartiere di Aoba-ku a Sendai, in Giappone.

## Storia
La stazione è stata inaugurata il 6 dicembre 2015 in concomitanza con l'apertura dell'intera linea. I lavori iniziarono nel 2006.

## Linee
■ Linea Tōzai

## Struttura
La stazione è dotata di tre ingressi a livello strada, mentre in sotterranea sono presenti i binari, protetti da porte di banchina a metà altezza, con un marciapiede a isola.
| 1 | ■ Linea Tōzai | per Sendai e Arai                          |
| 2 | ■ Linea Tōzai | per Kokusai Center e Yagiyama-Dōbutsu-Kōen |

## Stazioni adiacenti
| «                 | Servizio    | »           |
| Linea Tōzai       | Linea Tōzai | Linea Tōzai |
| ----------------- | ----------- | ----------- |
| Ōmachi Nishi Kōen | -           | Sendai      |